# ФК Ямбол
ФК „Ямбол 1915“ е футболен клуб от град Ямбол, основан през 1915 г. Участва в Югоизточната Трета лига.
В своята история отборът има 3 сезона в А група и 24 сезона в Б група. Клубът е полуфиналист в Държавното първенство по футбол през 1933 и 1936 г. През 1939 г. стига до полуфинал и за Царската купа. През сезон 1970/71 регистрира най-доброто си класиране в А група – 13-о място.

## История
Юношеско туристическо дружество Тунджа е създадено на 17 март 1915 г. Негови учредители са ентусиазирани младежи – ученици в смесеното педагогическо училище в Ямбол. Дейността на дружество „Тунджа“ се изразявала предимно в уреждане на излети и футболни срещи.
През 1929 г. клубът е преиминуван на Слава. През 1930 г. става шампион в Окръжната спортна област „Приморска спортна област“ и печели правото да участва в Държавното първенство. Отпада в 1/8-финалите след загуба с 1:7 от Владислав (Варна). През следващите години е редовен участник в Държавното първенство като първенец на „Приморска спортна област“, а впоследствие и на „Тунджанска спортна област“.
През 1933 г. Слава се обеденява с Ботев (Ямбол) и приема името Ботев. През същата година клубът достига до полуфинал в Държавното първенство, елимирайки Черноморец (Бургас) и Борислав (Стара Загора), но губи с 2:4 от Левски (София).
През 1935 г. клубът се преименува на Георги Дражев, а през 1936 отново достига до полуфинал в Държавното първенство, където губи с 0:6 от Славия (София). През 1937 г. клубът въвежда абонаментни карти за сезона – вероятно пръв в историята на родния футбол! През 1938 г. става част от основаната Национална футболна дивизия, но завършва на последното 10-о място.
През 1945 г. клубът се преиминува на Партизан, а през 1949 г. на Динамо. През същата година става част от новосформираната Южна Б група, завършвайки на 8-о място (от 10 клуба) в първия ѝ сезон.
През 1956 г. името на клуба отново е променено – Николай Лъсков. В периода 1962–1970 Лъсков участва в Б група. През сезон 1969/70 завършва на 1-во място и печели историческа промоция за А група. Клубът прекарва три сезона в елитната дивизия, преди отново да изпадне във втория ешелон.

## Наименования
- Тунджа, от 1915 до 1929 г.
- Слава, от 1929 до 1933 г.
- Ботев, от 1933 до 1934 г.
- Дражев, от 1935 до 1945 г.
- Партизан, от 1945 до 1950 г.
- Динамо, от 1950 до 1956 г.
- Лъсков, от 1956 до 1979 г.
- Тунджа, от 1979 до 1993 г.
- Ямбол, от 1993 до 2004 г.
- Тунджа–1915, от 2004 до 2016 г.
- Ямбол 1915, от 2017 г.

## Успехи
- През 1930 г. Слава, след като е победител в „Приморската спортна област“ играе в 1/8 финал в първенство на България.
- През 1931 г. Слава, след като е победител в „Приморската спортна област“ играе в 1/4 финал в първенство на България.
- През 1932 г. Слава, след като е победител в „Приморската спортна област“ играе в 1/8 финал в първенство на България. Клубът побеждава Борислав (Ст. Загора) с 3:0, но не е ясно дали и с кой играе на 1/4 финал.
- През 1933 г. върху част от територията на Приморска Окръжна спортна област се създава Тунджанска Окръжна спортна област.
- През 1933 г. 1/2 финал в първенството на България, като „Ботев Ямбол“.
- През 1934 г. Ботев стига до 1/4 финал финал в първенството на България.
- През 1935 г. Ботев (Ямбол) играе на 1/8 финал в първенството на България.
- През 1936 г. стига отново до трето място под името „Георги Дражев“.
- През 1939 г. Тунджа е полуфиналист за Царската купа под името „Георги Дражев“.
- През 1960 г. Четвъртфиналист за купата на страната като „Николай Лъсков“.
- През 1969/1970 първенец в Б група (От 34 мача през сезона Тунджа Ямбол има 22 победи, 7 равни и 5 загубени мача. Завършва сезона с 51 точки)
- През сезон 2011/2012 Тунджа 1915 Ямбол стига до 1/8 финал за Купата на България.
- Тунджа 1915 Ямбол е на 7-о място във вечна ранглиста на Държавното първенство.
- Тунджа 1915 Ямбол е на 12-о място във вечна ранглиста на Националната футболна дивизия.
- Тунджа 1915 Ямбол е на 27-о място във вечна ранглиста на Републиканското първенство.
- Тунджа 1915 Ямбол е на 31-во място във вечна ранглиста на българските първенства (Държавно първенство, НФД, Републиканско първенство и А ФГ).
- Тунджа 1915 Ямбол през 2014 г. заема 40-о място във вечната ранглиста на А група (А РФГ (1948-1994), А ПФГ (1994-2000, 2003-2005), ВПФЛ (2000-2003) и А ФГ (2005-2014).
- Ямбол 1915 е на 28-о място във вечна ранглиста в българската Б група.
- Ямбол 1915 печели през сезон 2024/2025 Купата на аматьорската футболна лига.

### Б футболна група
- 24 участия в Б футболна група:
  - 1950 – 8-и
  - 1956 – 8-и
  - 1962/1963 – 16-и
  - 1963/1964 – 2-ри
  - 1964/1965 – 7-и
  - 1965/1966 – 4-ти
  - 1966/1967 – 15-и
  - 1967/1968 – 3-ти
  - 1968/1969 – 2-ри
  - 1969/1970 – 1-ви
  - 1973/1974 – 10-и
  - 1974/1975 – 13-и
  - 1975/1976 – 18-и
  - 1976/1977 – 14-и
  - 1977/1978 – 17-и
  - 1978/1979 – 18-и
  - 1979/1980 – 17-и
  - 1980/1981 – 16-и
  - 1981/1982 – 20-и
  - 1987/1988 – 11-и
  - 1988/1989 – 12-и
  - 1989/1990 – 19-и
  - 1993/1994 – 15-и

## Стадион
„Ямбол 1915“ играе срещите си на стадион „Тунджа“ или познат още на ямболии като „Николай Лъсков“, с капацитет 18 000 зрители. Стадионът се намира в квартал „Златен рог“ и е разположен непосредствено до р. Тунджа.

## Футболисти
- Аспарух Вълчанов (Паруш)
- Христо Момчев
- Ангел Червенк
- Боян Йосифов
- Галин Минчев
- Ангел Трингов
- Иван Караманов
- Стойко Стойков
- Владко Шаламано
- Евгени Андонов
- Любомир Тихомиров
- Петър Далаков
- Пламен Николов
- Веско Ковачев
- Йордан Жежов
- Стоян Стоянов
- Господин Мирчев
- Христо Присадников
- Иван Пенчев
- Алекси Карамфилов
- Станимир Вълков
- Веселин Георгиев
- Христо Колев/хитона/
- Ахмед Дормушев
- Веселин Трендафил
- Стоян Вражев
- Денко Троев
- Иван Лазаров
- Добри Добрев

- Панайот Царев (Царя)

Състав (2019-2020)